# Гечерлија
Гечерлија (мкд. Гечерлија) је насеље у Северној Македонији, у југоисточном делу државе. Гечерлија је у саставу општине Босилово.

## Географија
Гечерлија је смештена у југоисточном делу Северне Македоније. Од најближег града, Струмице, насеље је удаљено 8 km североисточно.
Насеље Гечерлија се налази у историјској области Струмица. Насеље је положено у средишњем делу плодног Струмичког поља. Јужно од насеља протиче река Струмица. Надморска висина насеља је приближно 240 метара.
Месна клима је блажи облик континенталне због близине Егејског мора (жарка лета).

## Становништво
Гечерлија је према последњем попису из 2021. године имала 282 становника.
| Национални састав према попису из 2021.‍ | Национални састав према попису из 2021.‍ | Национални састав према попису из 2021.‍ | Национални састав према попису из 2021.‍ | Национални састав према попису из 2021.‍ |
| --------------------------------------- | --------------------------------------- | --------------------------------------- | --------------------------------------- | --------------------------------------- |
|                                         |                                         |                                         |                                         |                                         |
| Македонци                               | Македонци                               |                                         | 272                                     | 96,4%                                   |

Претежна вероисповест месног становништва је православље.